# Eskadrille 722
Eskadrille 722 (Esk 722) er i dag Flyvevåbnets redningshelikoptereskadrille (SAR - Search and Rescue). Esk 722 blev oprettet den 8. februar 1951 som en let transporteskadrille. Eskadrillen havde også Spitfire jagerfly indtil 1955.
I 1956 blev Esk 722 omdannet til en ren SAR-eskadrille, hvis primære opgave var flyredning, grundet det store antal havarier på datidens jagerfly (der var 79 totalhavarier med 62 dræbte i perioden 1950-1955).
I 1957 fik eskadrillen 7 Sikorsky S-55 redningshelikoptere. Disse stempelmotordrevne helikoptere havde en kort flyvetid og opgavekomplekset udvidedes til også at skulle samle nødstedte op, som andre fly havde fundet.
I 1961 overtog Esk 722 samtlige danske Catalina søfly og arbejdede for Geodætisk Institut i Grønland. 
I 1962 modtog Søværnet de første helikoptere af typen Alouette III. Disse helikoptere blev en del af Eskadrille 722 frem til 1977, hvor Søværnets Flyvetjeneste blev oprettet som en myndighed under Søværnets Operative Kommando.
Eskadrillen har i 45 år anvendt Sikorsky S-61-helikoptere, men disse er udfaset og blev i 2010 helt erstattet med AW-101 Merlin, der i starten havde problemer og kun var flyveklar i 40 % af tiden. S-61'en har fløjet under meget dårlige vejrforhold, men dens akilleshæl er isslag hvorimod de nye helikoptere har varmelegemer i rotorbladene.
Året rundt dækker tre redningshelikoptere det meste af Danmark fra flyvestationerne Ålborg, Skrydstrup og Roskilde Lufthavn. EKRK – ved lav havtemperatur og høje vindhastigheder også fra Rønne. Med denne dækning er der en rimelig kort aktionstid, hvis der er behov for assistance. 
Flyvningerne begrænser sig ikke kun til sø- og flyredning, men kan også være ambulanceflyvning, samt indsats ved olieforureninger. Befolkningen på en del af de danske øer er afhængige af, at helikopterne kan træde til, hvis der opstår akut og alvorlig sygdom eller tilskadekomst. I dag er langt størstedelen af opgaverne af civil karakter.
Helikopterne anvendes også til at fragte kritiske patienter mellem specialafdelingerne på de danske sygehuse (f.eks. brandsårspatienter). Desuden flyves der VIP-flyvninger for Folketinget og Kongehuset. Endelig flyves der også taktisk flyvning som støtte for specialstyrker (Jægerkorpset, Frømandskorpset og Politiets Aktionsstyrke).
I 2009 blev der fløjet 958 operationer hvor 374 var søredningsoperationer, der blev reddet 567 personer og 36 var omkomne.
Eskadrillens redningsmissioner koordineres fra JRCC Danmark (Joint Rescue Coordination Centre, Danmark) i Århus, der drives i et samarbejde mellem Flyvevåbnet og Søværnets Operative Kommando (SOK). 
Eskadrille 722 har base på Flyvestation Karup, og de udstationerede besætninger har 72 timers vagter. 
Besætningen på redningshelikopteren består af to piloter (luftfartøjschef og 2. pilot), en flymaskinist, en systemoperatør, en redder/tekniker og en læge.